# Henrik Dalsgaard
Henrik Dalsgaard (Roum, 1989. július 27. –) dán válogatott labdarúgó, a Brentford játékosa.

## Pályafutása

### Klubcsapatban
Fiatalon alacsonyabb osztályú klubokban fordult meg. 2008 decemberében két évre szóló szerződést írt alá az Aalborg BK csapatával. 2009. május 31-én megszerezte első gólját a bajnokságban a Nordsjælland csapata ellen. 2015 decemberében ingyen távozott. Belgiumba folytatta karrierjét és csatlakozott a Zulte-Waregem csapatához. Az itt töltött idő alatt sikerült a csapattal megnyernie a kupát. 2017. május 23-án csatlakozott az angol Brentford klubjához. Három évre írt alá. 2019. november 29-én egy évvel meghosszabbították szerződését.

### A válogatottban
Többszörös dán korosztályos válogatott. Részt vett a 2011-es U21-es labdarúgó-Európa-bajnokságon és a 2018-as labdarúgó-világbajnokságon.

## Sikerei, díjai
- Aalborg BK
  - Dán bajnok: 2013–14
  - Dán kupa: 2013–14

- Zulte-Waregem
  - Belga kupa: 2016–17